# Gwyneth Lewis
Gwyneth Lewis (ur. 1959) – walijska poetka, tworząca w języku walijskim i angielskim.

## Życiorys
Urodziła się w Cardiff w Walii w 1959 roku. Jej pierwszym językiem był walijski. Z tego względu posługuje się biegle zarówno walijskim, jak angielskim. Uczęszczała do dwujęzycznej szkoły w Pontypridd. Studiowała filologię angielską w Cambridge, a potem kontynuowała studia w Stanach Zjednoczonych na Harvardzie i Uniwersytecie Columbia.

## Twórczość
Pisze w obu językach. Po walijsku napisała cztery, a po angielsku pięć książek. Debiutowała anglojęzycznym tomikiem Parables & Faxes (Przypowiesci i faksy, 1995). Wydała też zbiór Zero Gravity (Grawitacja zerowa, 1998), zainspirowany orbitalną misja jej kuzyna, Joe Tannera, który w 1997 roku pracował przy teleskopie Hubble'a. Oprócz tego opublikowała między innymi tomiki A Hospital Odyssey (Odyseja szpitalna, 2010) i Sparrow Tree (2011). Przełożyła na walijski Burzę Williama Szekspira. Za swoją poezję Gwyneth Lewis była wielokrotnie nagradzana. Została pierwszym walijskim poetą-laureatem. W Polsce Gwyneth Lewis została zaprezentowana w antologii Poetki z wysp Magdaleny Heydel i Jerzego Jarniewicza.